# Bergerhof (Radevormwald)
Bergerhof ist ein Stadtteil in Radevormwald im Oberbergischen Kreis im Regierungsbezirk Köln in Nordrhein-Westfalen (Deutschland).
Bergerhof liegt westlich des Stadtkerns von Radevormwald unmittelbar an der Bundesstraße 229. Die Nachbarorte sind Herbeck, Leimhol, Grünenbaum, Nadelsiepen sowie das eigentliche Stadtzentrum Radevormwalds.
In Bergerhof liegt der Kommunalfriedhof, auf dem die meisten Opfer des Zugunglücks bei Dahlerau aus dem Jahr 1971 beerdigt sind. 
In Bergerhof mündet die Landesstraße 412, die von der Bundesstraße 51 kommend die Wuppertalsperre überquert. Unmittelbar am Mündungsbereich liegt der Froweinpark mit dem Gedenkstein an den Feilenfabrikanten Gottlieb Frowein und dem Mondstein, der an die versunkenen Ortschaften in der Wuppertalsperre erinnert.

## Geschichte
Von 1904 bis 1956 wurden im Bismarckwerk Fahrräder und Motorräder produziert.
Vor der Stilllegung der Bahnstrecke der Wuppertal-Bahn (Kursbuchstrecke  403) zwischen
Radevormwald und Wuppertal besaß Bergerhof einen eigenen Haltepunkt mit Bahnhofsgebäude, das noch erhalten ist.

## Wander- und Radwege

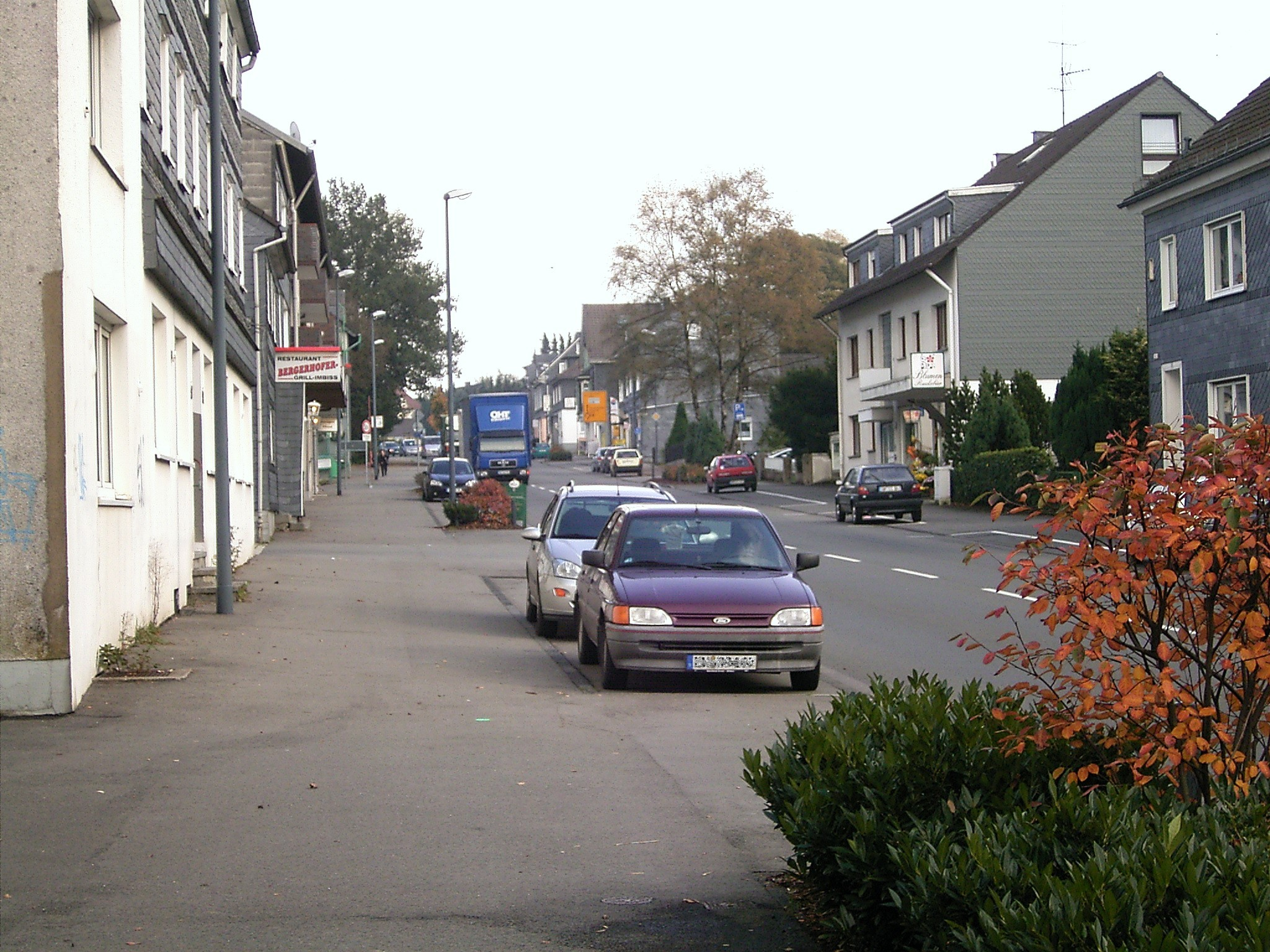
Der Radweg R3 führt durch den Ort, der aus Richtung Remscheid über Leimhol weiter der B 229 entlang läuft.
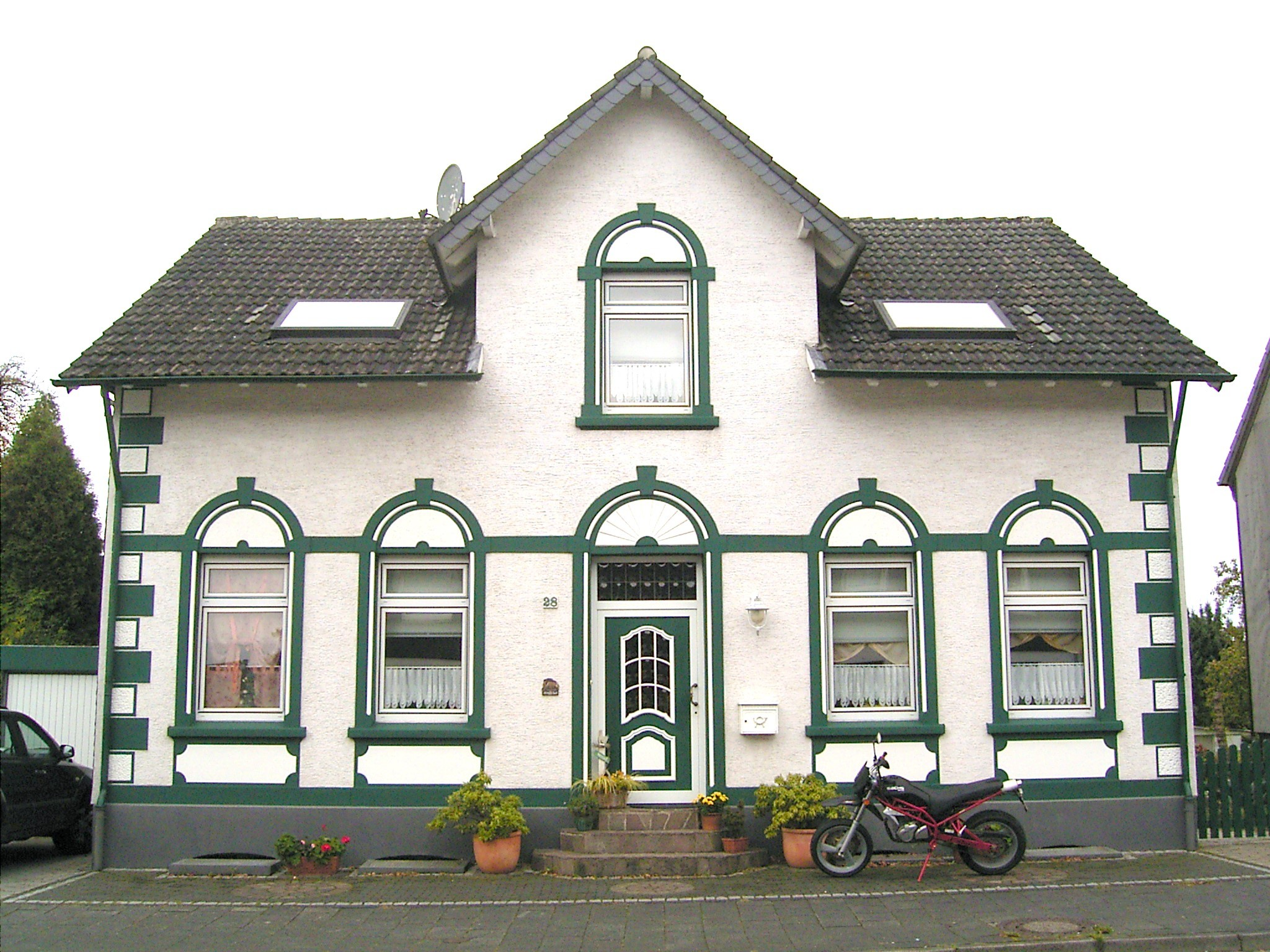
Haus an der L412
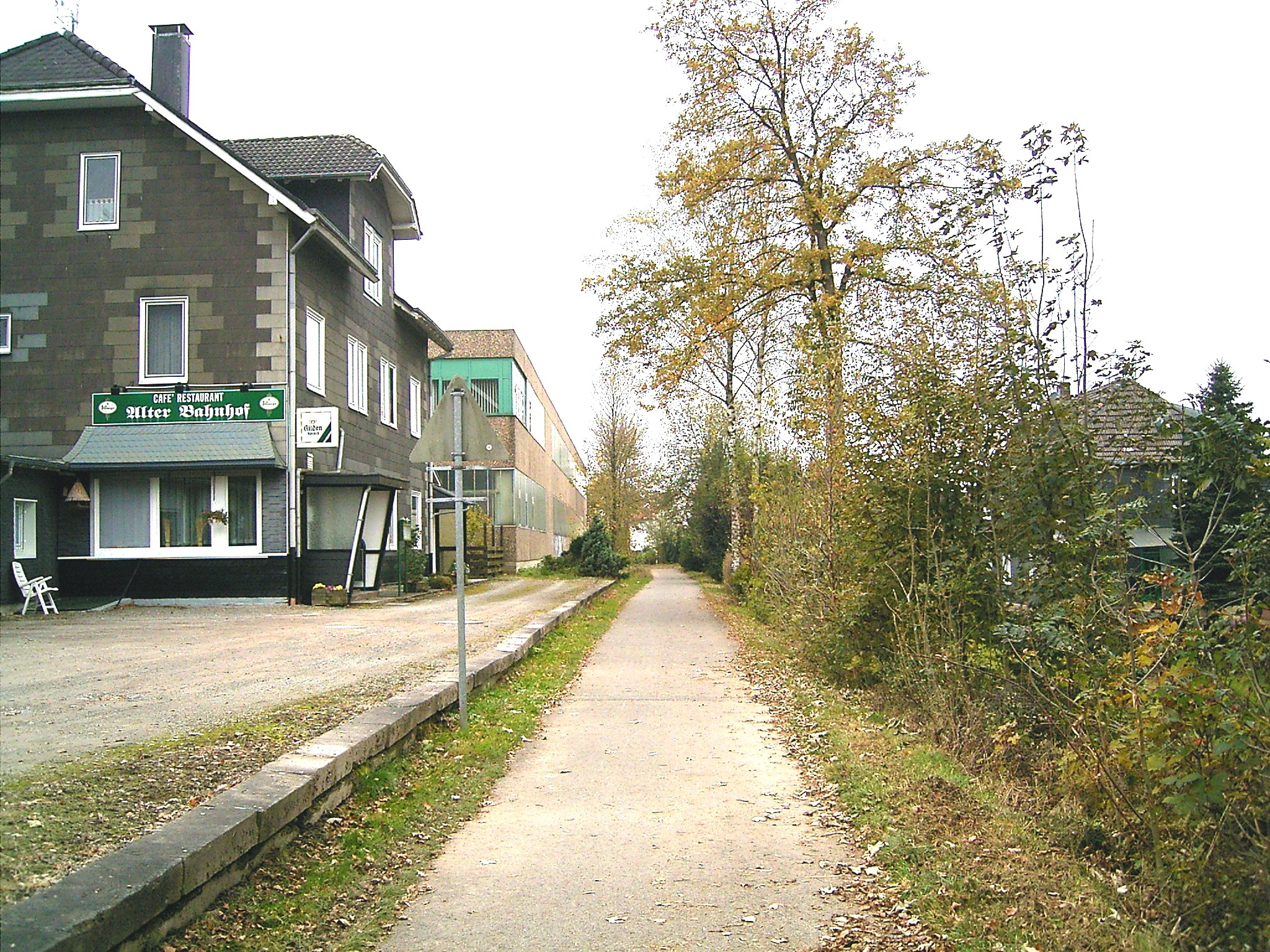
Der alte Bahnhof, jetzt ein Restaurant und die alte Bahnstrecke, jetzt ein Fuß- und Radweg
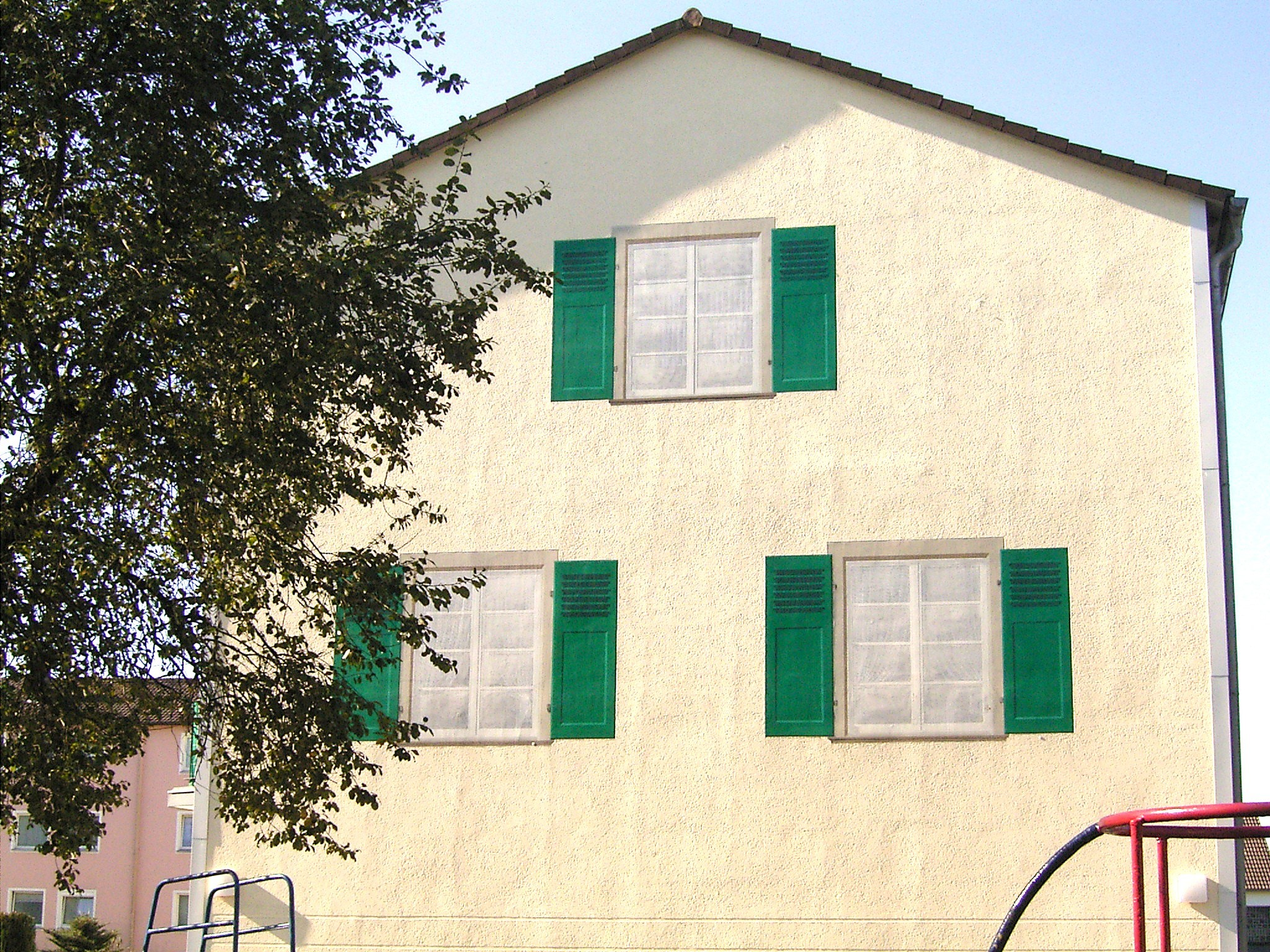
Trompe-l’œil an einer Hauswand

## Vereine und Einrichtungen
- Gemeinschaftsgrundschule Bergerhof
- Ehemaliges Kirchengebäude St. Gangolf (Entweiht 2004)